# Hexafluoroantimonate

Hexafluoroantimonat-Ion

 Hexafluoroantimonate sind die Salze der Hexafluorantimonsäure H[SbF6]. Sie enthalten stets das Hexafluoroantimonat-Anion [SbF6]−.

## Eigenschaften
Das Hexafluoroantimonat-Ion ist hexagonal aufgebaut. Das Antimon-Atom ist dabei von sechs Fluor-Atomen umringt. Die Hexafluoroantimonate sind in Wasser löslicher als die Hexafluorophosphate.